# Жаркое
Жарко́е — мясное блюдо. Фактически — жареное мясо.
Блюдо из какой-либо части животного (без разделки на куски), запечённой в духовом шкафу или в русской печи. Название связано не с термином «жаренье», а с существительным «жар», «жара», поскольку блюдо приготавливается не на плите, а в самой печи, в её наибольшем жару.
В современной кухне словом «жаркое» часто называют блюдо, больше похожее на венгерский гуляш — мясо, тушённое с картофелем, другими овощами и специями после предварительной обжарки или без неё. Оно подается с большим количеством бульона и без дополнительного гарнира (часто — в горшочке).

## Жаркое конца XIX века
В XIX веке в обеде из двух кушаний обыкновенно первым подавали суп, а вторым — жарко́е, если же обед состоял из многих кушаний, то жарким называли последнее подаваемое жареное, которым обыкновенно бывала живность или дичь, и к нему обыкновенно подавали ещё и салат. Мясо молодых животных, содержащее много воды (молодые поросята, ягненок, барашек), рекомендовалось жарить, дабы их мясо имело больше консистенции. Жаркое не советовали солить до окончания жарки, потому что соль, попавшая на мясо, извлекает из него сок, а задача хорошего жаренья состоит в сохранении сока в жарком. Жаркое теряло в весе около трети. При жарке мясо теряло несколько больше веса, чем при жарке английских ростбифов. Жирное мясо теряет в весе больше.